# Cryptanthus whitmanii
Cryptanthus whitmanii är en gräsväxtart som beskrevs av Elton Martinez Carvalho Leme. Cryptanthus whitmanii ingår i släktet Cryptanthus, och familjen Bromeliaceae. Inga underarter finns listade i Catalogue of Life.